# Guerdy J. Préval
Guerdy Jacques Préval (født 1950 i Port-au-Prince, Haïti) er en haitisk-canadisk maler. Han arbejder og bor i Montréal, Canada.

## Biografi
Guerdy Jacques Préval blev født i Port-au-Prince, Haïti i 1950. Som helt ung fulgte han sommerkurser i keramik, derefter malerkurser i Atelier Poto-Mitan, hvor han undervistes af Tiga og Dorcély. Senere ved Athénée Studio Art fandt han inspiration hos den ældre generation. Emmanuel Pierre-Charles og Valentin Iviquel blev således hans nære venner.
I 1972 udrejste han til Montréal, hvor han sideløbende med sin maleraktivitet opnåede en Bachelor of Art og en kunsthistorisk grad ved Québecs Universitet i Montréal (UQAM). I 2001 udstillede han sine værker ved den 49. Venedig Biennale.

## Værker
Guerdy J. Prévals maleri viser, ifølge kunsthistorikeren Carlo A. Célius, « […] en passion for smukke former, strålende farver, en mesterstreg og en brillant leg med rumkonstruktion uden dog aldrig at begrænse sig til ren formalisme ».
I Prévals værker er der en permanent spænding mellem det figurative og det abstrakte, hvis formål er at bryde med en vis klassicisme. Man konfronteres med en blanding af stilhed og storm. Snart søger de at indkredse menneskets styrke og svaghed. Snart betoner de den øjeblikkelige tids historie med speciel reference til fædrelandet. Genklangen fra et mishandlet land, Haïti, bidrager i høj grad til Prévals æstetik.
Ikke desto mindre er Préval først og fremmest « en kroppens maler ». « Det er med udgangspunkt i kroppen, stadig ifølge Carlo A. Célius, at to andre essentielle karakteristika åbenbarer sig i hans arbejde: erotisme og symbolisme, erotisme som udtryk for form, symbolisme som udtryk for rum. Den som oftest feminine krop fremstilles i en erotisk sfære, kroppens positur, dens former, og de dertil tilknyttede allegorier tillige med de suggestive tilstande dukker op, cirkulerer rundt, bevæger sig i et drømmeagtigt rum… »
Personlige og kollektive udstillinger har præsenteret Prévals værker over hele verden, specielt i Hong Kong, Paris, Venedig, Rom, Montréal, Toronto, New York, Miami, Boston, Santo Domingo, Port-au-Prince og Lagos. Hans malerier er omtalt i flere kunsthistoriske udgivelser såsom Le Guide Vallée, opslagsværk for canadisk visuel kunst.
I øvrigt forsker Guerdy Jacques Préval i haitiske populære kulturelle udtryksformer. Forskningsresultaterne udgives jævnligt i bog- eller artikelform.
Kunstneren bor stadig i Montréal efter flere forsøg på at vende hjem til sit fædreland, har modtaget adskillige priser og kunstlegater fra både den føderale og provinsielle canadiske regering.

## Udmærkelser
- 2001 Udstiller ved 49. Venedig Biennale
- 1980 Eneste samtidige kunstner der har udstillet på Place Royale, Québec, Canada
- 1976 "Gouverneurs de la Rosée" pris, Port-au-Prince, Haiti

## Udstillinger

### Udvalgte personlige udstillinger
- 2003 "Entretien", Galerie Entre-Cadre (Montréal, Canada)

- 1995 "Peinture en extase", Galerie Entre-Cadre (Montréal, Canada)
- 1994 "Souvenirs ankylosés", Galerie Entre-Cadre (Montréal, Canada)
- 1990 "Nuances", Institut Français d’Haïti (Port-au-Prince, Haïti)
- 1985 La Ataranza (Santo Domingo, Dominikanske Republik)
- 1980 Place Royale, Québec, Canada
- 1980 "Haiti-Diaspora", Québecs Universitet i Montréal (Montréal, Canada)
- 1979 Complexe Desjardins (Montréal, Canada)
- 1974 Mont-Tremblant (Québec, Canada)
- 1972 Athénée Studio Art (Port-au-Prince, Haïti)
- 1969 Kunst Akademiet (Port-au-Prince, Haïti)

### Udvalgte kollektive udstillinger
- 2005 Art Off the Main, Puck Building (New York, USA)
- 2004 Art Off the Main, Puck Building (New York, USA)
- 2004 Bank Street College of Education (New York, USA)
- 2001 49. Venedig Biennale (Venedig, Italien)
- 2001 "Vodoumalere", Institut Italo-Latino-Américain (Rom, Italien)
- 2000 Bergeron Gallery (Ottawa, Canada)
- 1999 Gallerie Carmel (Ottawa, Canada)
- 1989 "Festival Gallery" (Haïti)
- 1987 "Art Contemporain au Grand Palais" (Paris, Frankrig)
- 1986 UNESCO (New York, USA)
- 1983 International Festival of Arts (Montréal, Canada)
- 1977 Lee Garden (Hong Kong, China)
- 1976 Nations Unies (New York, USA)
- 1976 Concours "Gouverneurs de la Rosée", Galerie Nader (Port-au-Prince, Haïti)
- 1975 Columbia University’s "New York World Fair" (New York, USA)
- 1969 Kunst Akademiet (Port-au-Prince, Haïti)

## Publikationer
- Proverbes haïtiens illustrés, National Museums of Canada, Ottawa, 1985.
- Gérard Dupervil ou La Voix d'une génération, Ilan-Ilan éditeur, Sherbrooke, 1995.
- La Musique populaire haïtienne de l'ère coloniale à nos jours, éditions Histoires Nouvelles, Montréal, 2003.
- Histoire d'Haïti : la nôtre, éditions Histoires Nouvelles, Montréal, 2008.
- Histoire de la culture haïtienne, éditions Histoires Nouvelles, Montréal, 2012.
- Dialogue avec l'Histoire. Tome I. Pour mieux connaître le vrai visage de l'occupation américaine, de 1915 à nos jours, éditions Histoires Nouvelles, Montréal, 2017.
- Dialogue avec l'Histoire. Tome II. De la Croix du débarquement de Christophe Colomb et le pourquoi du débarquement des Marines américains, éditions Histoires Nouvelles, Montréal, 2017.
- D'un royaume à l'autre : le roi Coupé Cloué et ses héroïnes, éditions Histoires Nouvelles, Montréal, 2018.